# Tisovský javor
Tisovský javor je památný strom u vsi Tisová severozápadně od Boru v okrese Tachov v Plzeňském kraji. Více než dvěstěletý javor klen (Acer pseudoplatanus) roste při jihovýchodní straně hřbitova západně od vsi v nadmořské výšce 510 m. Jeho zelené listy se dostaly i do znaku obce. Obvod jeho kmene měří 388 cm a koruna stromu dosahuje do výšky 17 m (měření 1998). Javor je chráněn od roku 1981 pro svůj vzrůst.

## Stromy v okolí
- Lípa Na Farském